# Honoré Théodore Maxime Gazan de la Peyrière

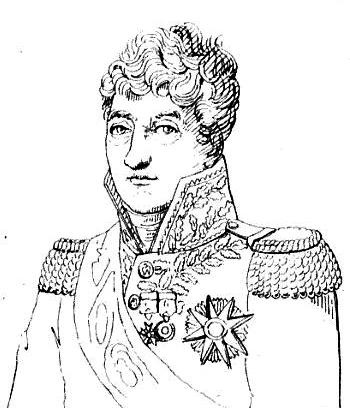
Honoré Théodore Maxime Gazan de la Peyrière

Honoré Théodore Maxime Gazan de la Peyrière (* 29. Oktober 1765 in Grasse; †  9. April 1845 in Grasse) war ein französischer General der Koalitionskriege.

## Biografie

### Frühes Leben
Er wurde in der Grasse im französischen Departement Alpes-Maritimes als Sohn eines Rechtsanwaltes geboren.
Seine Ausbildung erfuhr er an der Militärakademie von Sorèze (im heutigen Département Tarn). 1786 kam er in die Königliche Leibgarde.
Nach Ausbruch der Französischen Revolution kehrte er nach Grasse zurück und schloss sich der Nationalgarde an.

### Koalitionskriege

#### 1. und 2. Koalition (1792–1802)
1790 wurde er Leutnant der Nationalgarde im Département Var. 1792 bei der Kriegserklärung Frankreichs an Österreich wurde er als Hauptmann mit seinem Regiment nach Straßburg geschickt. Er nahm an der Schlacht von Weißenburg im Elsass (26.–27. Dezember 1793) teil.
Von 1794 bis 1796 nahm er an verschiedenen Schlachten im südlichen Deutschland teil. 1794 kämpfte er bei Trippstadt, übernahm im Juni 1796 die Führung der 10. Halbrigade und zeichnete sich  am 9. Juli während der Schlacht bei Malsch bei Kuppenheim und am 11. August in der Schlacht bei Neresheim  aus. Am 22. November 1796 wurde er während der Belagerung von Kehl verletzt und nach Straßburg gebracht, wo er Marie Madeleine Reiss heiratete.
Am 4. April 1799 wurde Gazan zum Kommandeur einer Brigade befördert. Er diente unter seinem Freund André Masséna bei der Donauarmee. Am 27. September zeichnete er sich bei der Zweiten Schlacht von Zürich aus.
1799 beauftragte Napoleon Masséna und Gazan die Festung in Genua zu halten. Bei der österreichischen Belagerung von Genua wurde Gazan am Kopf verletzt. Nach der Kapitulation durch Masséna zog er sich mit seinen Truppen zurück und schloss sich General Suchet an. Er wurde zum Befehlshaber über eine Division der Italienischen Armee ernannt und focht siegreich in der Schlacht von Pozzolo am 25. Dezember 1800.

#### 3. Koalition (1805)
1805 wurde er in Lille Divisionskommandant der Grande Armée in Vorbereitung auf die Invasion Englands.
In der Schlacht von Ulm befehligte er eine Division.
Beim Vormarsch auf Wien war seine Division dem Korps von Marschall Mortier zugeordnet und bildete die Vorhut. In der Schlacht von Dürnstein stand es allein einer russischen Übermacht unter General Kutusow gegenüber. Trotzdem gelang es ihm zunächst den Gegner zurückzudrängen, erst als seine Truppen umklammert wurden, musste er den Rückzug über die Donau antreten. Für die Verdienste dieser Schlacht wurde er mit dem Großkreuz der Ehrenlegion  ausgezeichnet, während der Schlacht bei Austerlitz war er in Wien.
Bis zur Kriegserklärung durch Preußen lag die Division Gazan in Würzburg.

#### 4. Koalition (1806–1807)
Die Division Gazan focht am 10. Oktober 1806 im Gefecht bei Saalfeld und am 14. Oktober 1806 in der Schlacht bei Jena und Auerstedt. Nach einigen Scharmützeln in Preußen bezog er Winterquartier in Schlesien. Er wurde zum Grafen von Pyriére ernannt.

#### Der Krieg auf der Iberischen Halbinsel (1808–1813)
Im Oktober 1808 ging Gazans Division mit dem  V. Korps nach Spanien. Dort nahm er an der zweiten Belagerung von Saragossa teil, und tat sich bei der Erstürmung der Stadt am 22. Januar 1809 hervor. Nach der Kapitulation der letzten spanischen Truppen unter Palafox besetzte das V. Corps das nördliche Aragon.
Im November wurde General Gazan nach Andalusien geschickt. Im September 1810 kämpfte er gegen die Spanier unter General La Romana. Im Januar 1811 überquerte er die Sierra Morena, um Marschall Soult bei der Belagerung von Badajoz zu unterstützen.
Im Februar 1812 löste Gazan Soult als Kommandant der Armée du Midi ab. Diese Kommando hatte er interimsmäßig bis 1813 inne. Beim Rückzug aus Spanien, der zu einer Flucht wurde, nahm Wellington viele Gefangene. Auch Gazans Familie gerieten in Gefangenschaft.
Als Soult das Kommando der neuen Pyrenäenarmee bekam, wurde Gazan Generalstabschef bis zu Napoleons Abdankung.

#### Hundert Tage (1815)
Während der Herrschaft der Hundert Tage zögerte Gazan, schloss sich dann Napoleon an. Er erhielt kein Kommando, wurde aber trotzdem von Ludwig XVIII. nach Grasse in Pension geschickt.

### Späteres Leben
Nach der Julirevolution von 1830 erhielt er die Pairswürde und das Kommando über eine Division in Marseille.
1832 trat er wegen seiner angegriffenen Gesundheit in den Ruhestand. Er starb in Grasse am 9. April 1845.

## Ehrungen
- Großkreuz der Ehrenlegion
- Ritter des Ordre royal et militaire de Saint-Louis
- Sein Name ist am Triumphbogen in Paris in der 26. Spalte eingetragen[2]